# Гоппштедтен-Ваєрсбах
Гоппштедтен-Ваєрсбах (нім. Hoppstädten-Weiersbach) — громада в Німеччині, розташована в землі Рейнланд-Пфальц. Входить до складу району Біркенфельд. Складова частина об'єднання громад Біркенфельд.
Площа — 17,86 км2. Населення становить 3663 ос. (станом на 31 грудня 2020).

## Галерея

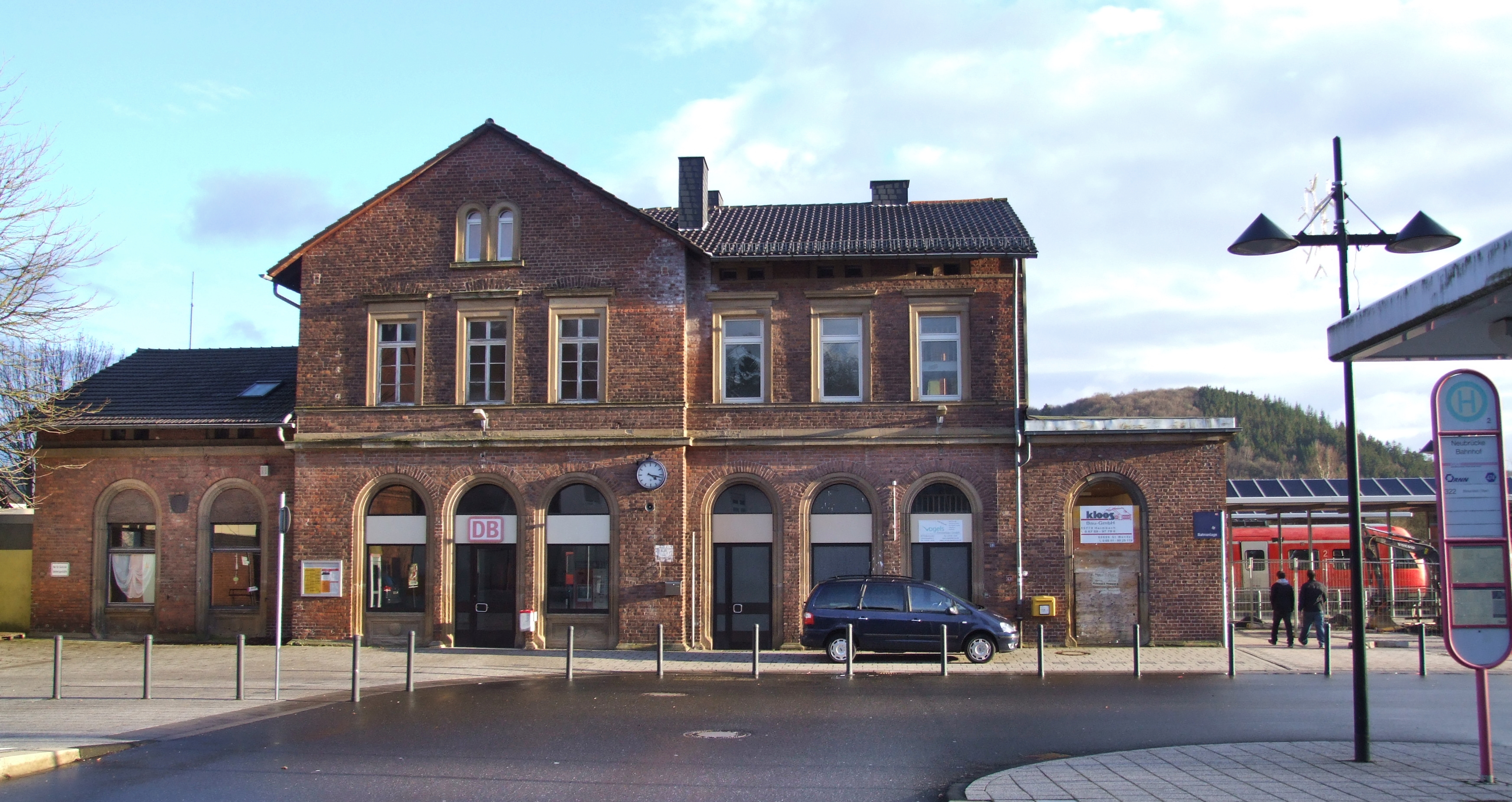
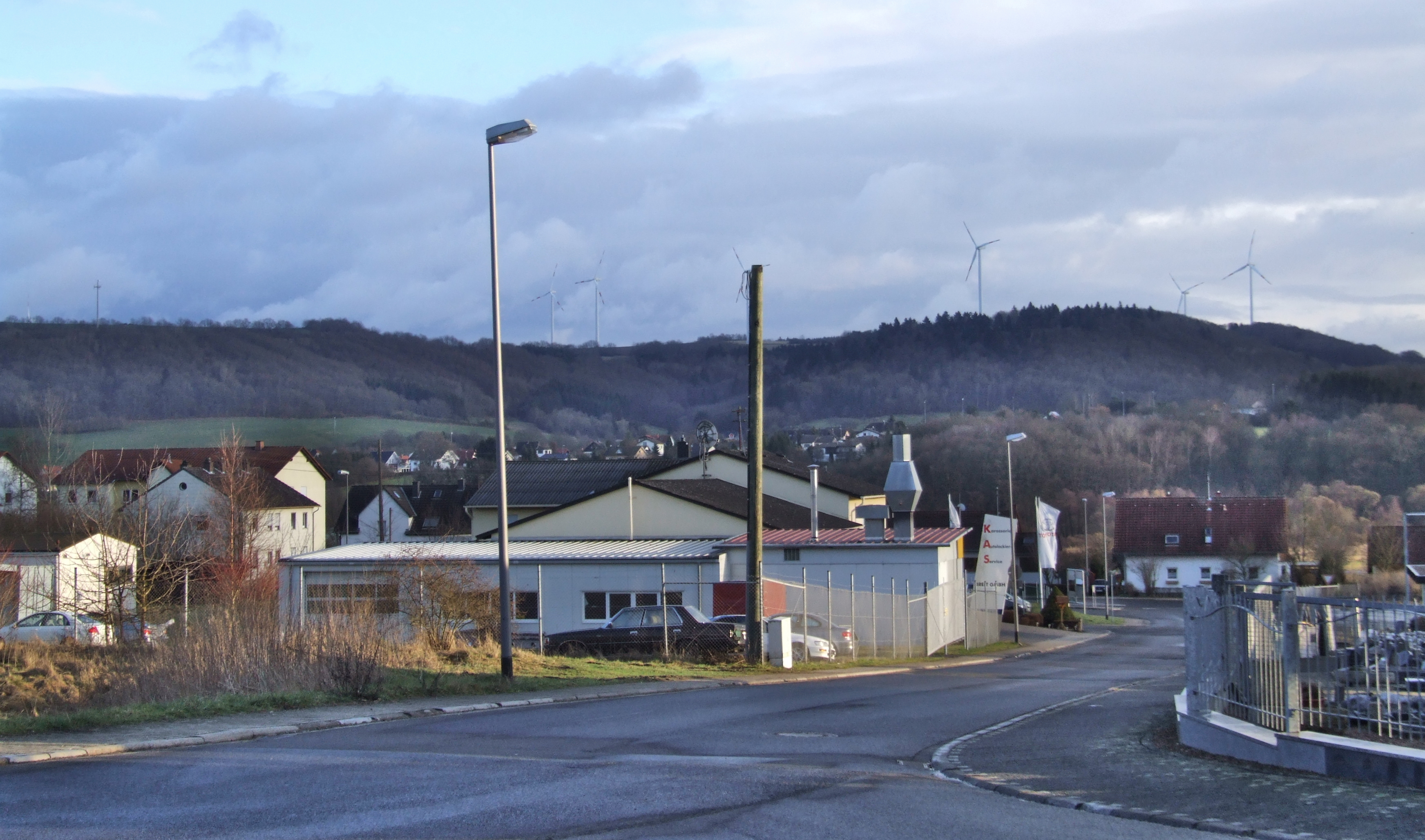
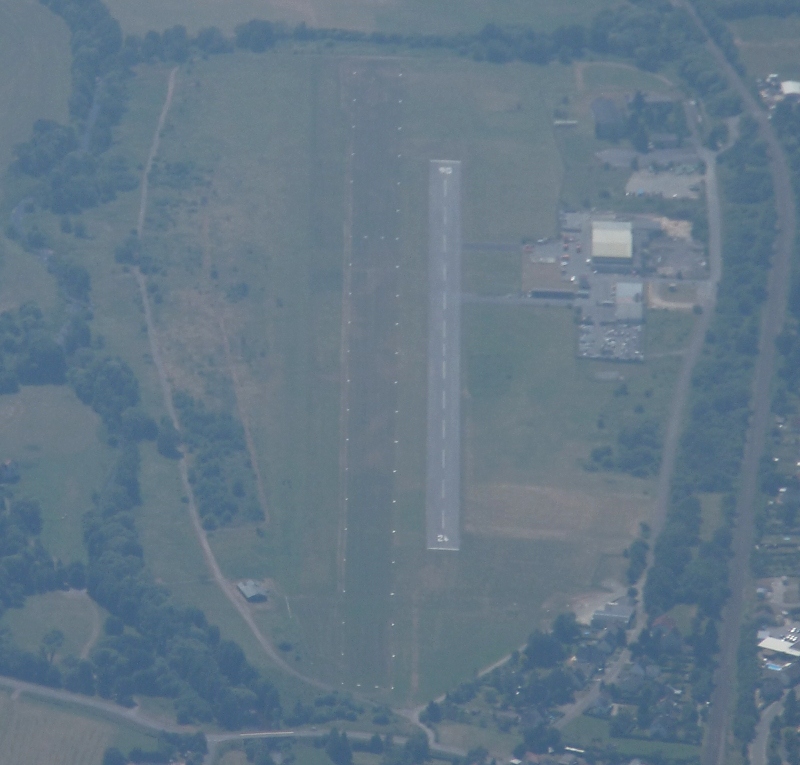
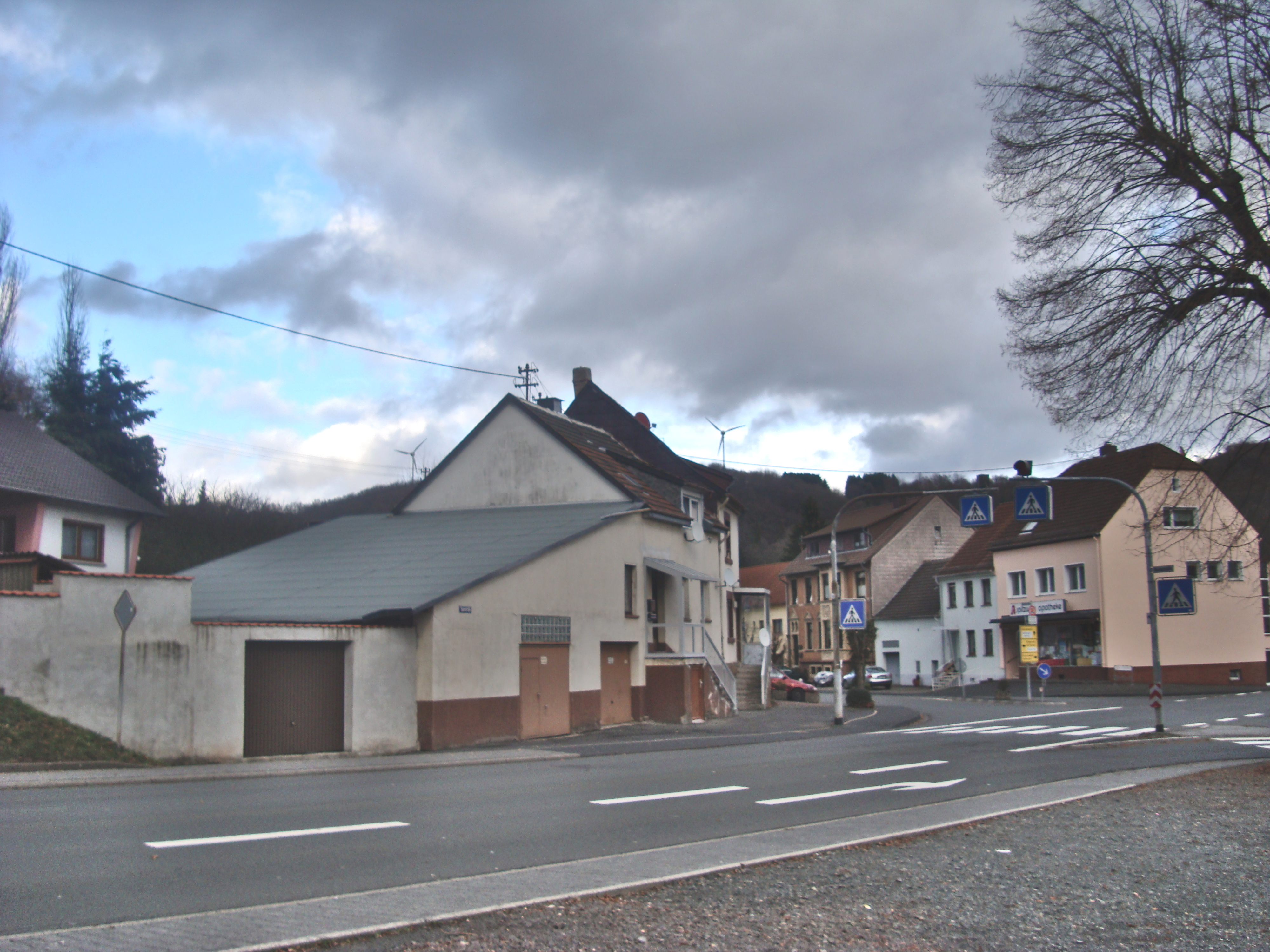
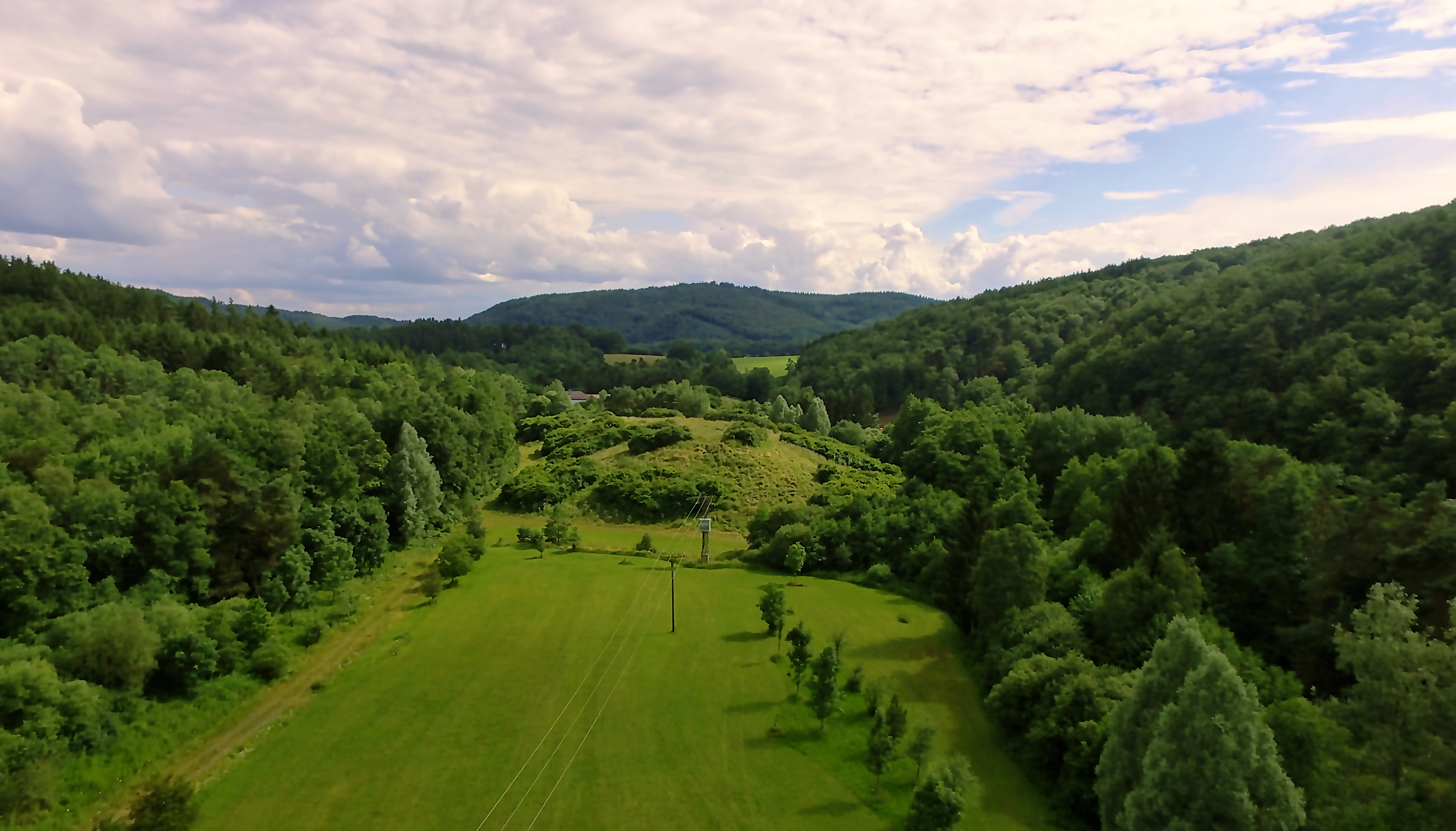
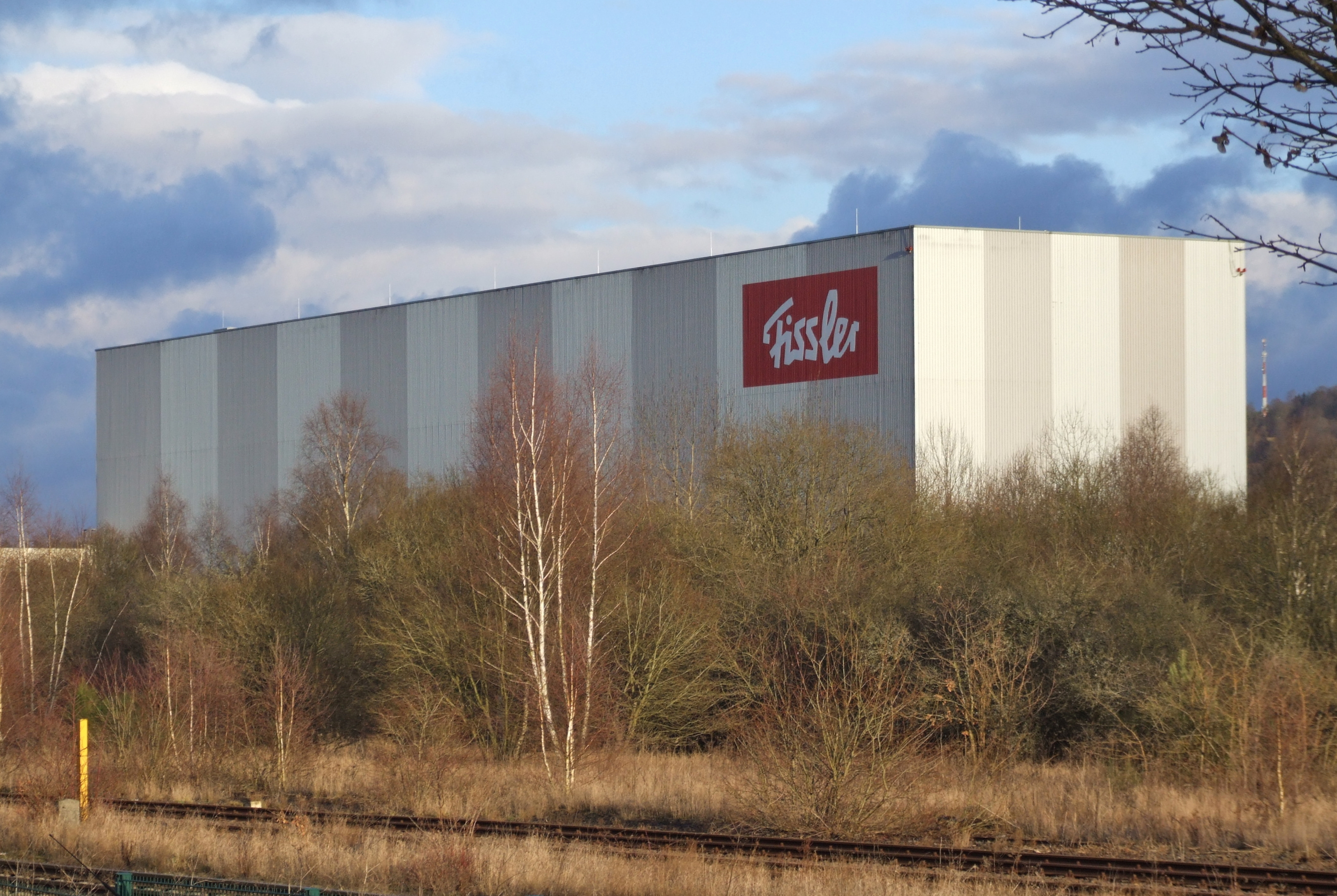